# Clemens Rapp
Clemens Andreas Rapp (Weingarten, 14 de julio de 1989) es un deportista alemán que compitió en natación, especialista en el estilo libre.
Ganó tres medallas en el Campeonato Europeo de Natación entre los años 2010 y 2014. Participó en dos Juegos Olímpicos de Verano,  ocupando el cuarto lugar en Londres 2012 y el sexto en Río de Janeiro 2016, en la prueba de 4 × 200 m libre.

## Palmarés internacional
| Campeonato Europeo | Campeonato Europeo | Campeonato Europeo | Campeonato Europeo |
| Año                | Lugar              | Medalla            | Prueba             |
| ------------------ | ------------------ | ------------------ | ------------------ |
| 2010               | Budapest (Hungría) | Medalla de plata   | 4 × 200 m libre    |
| 2012               | Debrecen (Hungría) | Medalla de oro     | 4 × 200 m libre    |
| 2014               | Berlín (Alemania)  | Medalla de oro     | 4 × 200 m libre    |